# 桑迪維爾 (愛荷華州)
桑迪維爾（英語：Sandyville）是一個位於美國愛荷華州沃倫縣的城市。

## 地理
桑迪維爾的座標為41°22′13″N 93°23′08″W / 41.37028°N 93.38556°W，而該地的平均海拔高度為286米（即938英尺）。

## 人口
根據2010年美國人口普查的數據，桑迪維爾的面積為1.32平方千米，當中陸地面積為1.32平方千米，而水域面積為0.00平方千米。當地共有人口51人，而人口密度為每平方千米38人。